# Урочище «Вовча гора»
Уро́чище «Во́вча гора́» — орнітологічний заказник місцевого значення в Україні. Розташований у межах Сарненського району Рівненської області, неподалік від села Костянтинівка. 
Площа 64 га. Статус надано згідно з рішенням Рівненського облвиконкому від 22.11.1983 року, № 343. Перебуває у віданні Костянтинівської сільської ради. 
Створений з метою збереження місць гніздування водоплавних птахів. Водяться лебідь-шипун, крижень, попелюх, чирянка велика та інші виді. 

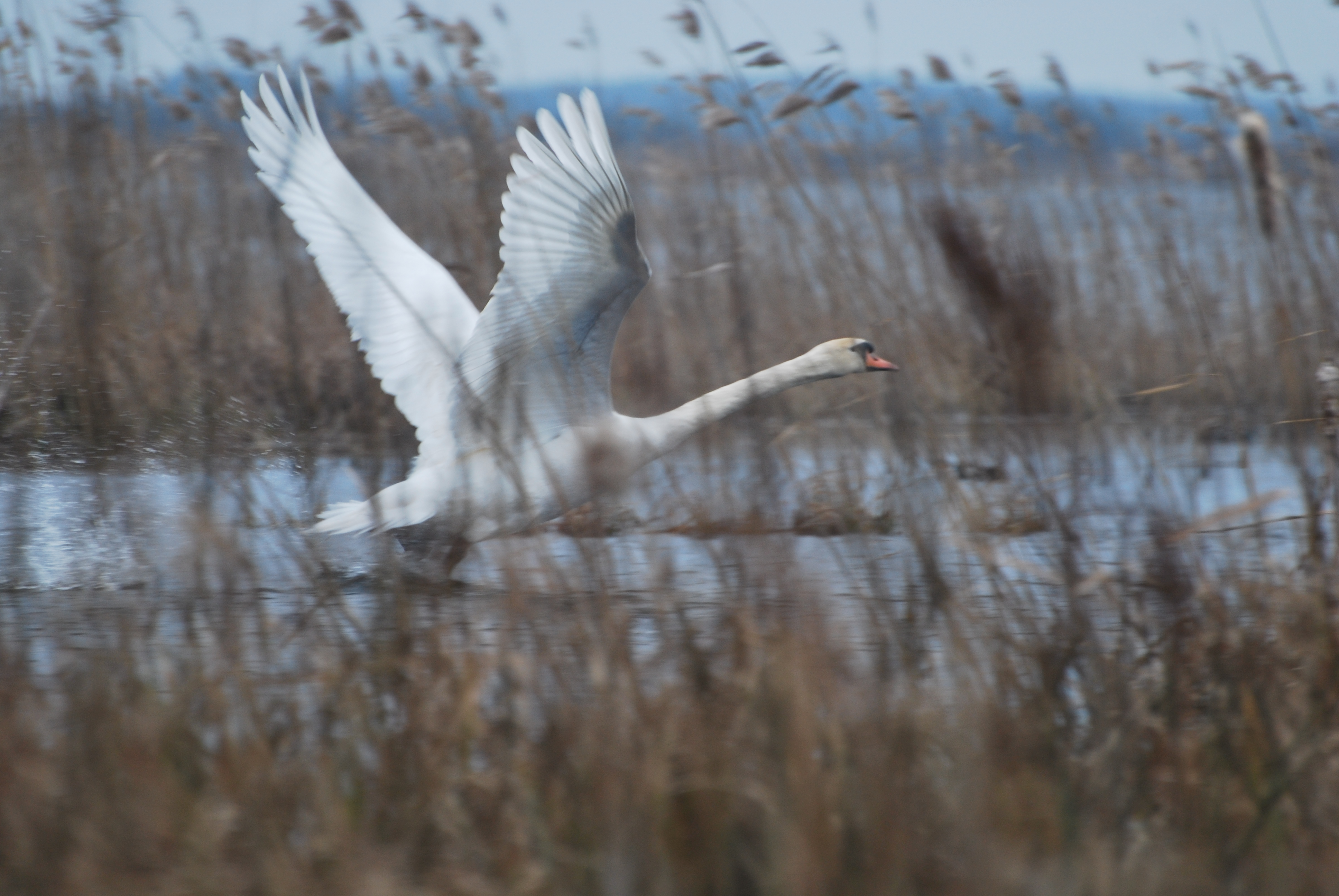
Лебідь на взльоті